# 伯特兰·霍尔珀林
伯特兰·I·霍尔珀林（英語：Bertrand I. Halperin，1941年12月6日—），美国物理学家，哈佛大学物理系霍利斯数学和自然哲学教授。

## 部分出版物
- Halperin, Bertrand I.; Anderson, Philip W.; Varma, Chandra M. . Philosophical Magazine（英语：Philosophical Magazine） (Taylor and Francis). January 1972, 25 (1): 1–9. Bibcode:1972PMag...25....1A. doi:10.1080/14786437208229210. Pdf。（页面存档备份，存于）